# Bohemia (New York)
Bohemia ist ein Ort im Suffolk County (New York), einem County im US-Bundesstaat New York. Das U.S. Census Bureau hat bei der Volkszählung 2020 eine Einwohnerzahl von 9.852 ermittelt.
Im Jahr 2000 hatte er 9871 Einwohner und eine Bevölkerungsdichte von 436,8 Personen pro km². Nach Angaben des Census Bureau hat die Stadt eine Gesamtfläche von 22,7 km², wovon 22,6 km² auf Land und 0,1 km² (0,34 %) auf Wasser entfallen.
Nach Angaben der Volkszählung im Jahr 2000 das mittlere Haushaltseinkommen in der Stadt bei 65.308 $ und das mittlere Familieneinkommen bei 73.218 $. Männer hatten ein mittleres Einkommen von 46.449 $ im Vergleich zu 34.403 $ für Frauen. Das lokale Pro-Kopf-Einkommen betrug 25.942 Dollar. Etwa 3,9 % der Bevölkerung lebten unterhalb der Armutsgrenze.